# Ardisia garubahaya
Ardisia garubahaya är en viveväxtart som beskrevs av C.M.Hu. Ardisia garubahaya ingår i släktet Ardisia och familjen viveväxter. Inga underarter finns listade i Catalogue of Life.